# 吉特金翅雀鯛
吉特金翅雀鯛（學名：Chrysiptera giti），又稱吉特刻齒雀鯛，是輻鰭魚綱鱸形目雀鯛科金翅雀鯛屬的其中一種，分布於西太平洋印尼西巴布亞省及托吉安群島海域，深度3至20公尺，本魚體呈橢圓形而側扁，本魚體色為亮藍色，臀鰭、尾柄及尾鰭鮮黃色，背鰭軟條、臀鰭軟條及尾鰭邊緣深藍色或黑色，背鰭硬棘8枚、背鰭軟條11枚、臀鰭硬棘2枚、臀鰭軟條12枚，體長可達3.6公分，棲息在有遮蔽的珊瑚礁，成小群活動，以浮游生物為食，繁殖期成對出現，雄魚會守護魚卵至孵化，生活習性不明。